# Athos (personaje)
Athos es un personaje literario creado por Alejandro Dumas, siendo unos de los personajes principales de las llamadas Novelas de D'Artagnan: Los tres mosqueteros, Veinte años después y El vizconde de Bragelonne (tomos I, II y III), entregas de origen folletinesco que relatan sus aventuras, desde su encuentro con D'Artagnan en París hasta su fallecimiento en cama, después de perder a su hijo.
El personaje tiene su base en la obra Les mémoires de M. d'Artagnan de Gatien de Courtilz de Sandras, la que a su vez se inspiró en la biografía del mosquetero Armand Athos, muerto en combate en 1643.

## Descripción física
En Los tres mosqueteros se describe a Athos como un hombre de 30 años, de talla mediana, pero bien cuajada y proporcionada, con una cabeza de carácter noble, ojos penetrantes y nariz recta.

## Biografía
Era miembro del cuerpo de mosqueteros del Rey Luis XIII, hombre de extrema valentía y eximio espadachín, de personalidad reservada y modales refinados, además de marcada afición al vino. Athos, cuya verdadera identidad es la del Conde de la Fère, guarda algunas sorpresas sobre su pasado que lo atormentarán durante toda la novela.
El Conde de La Fère era caballero de la Orden de la Jarretera, caballero de la Orden del Espíritu Santo, y caballero de la Orden del Toisón de Oro, otorgados respectivamente por el rey derrocado Carlos I de Inglaterra, la reina Ana de Austria y el rey Carlos II de España.
Casado muy joven, descubre que su esposa era una mujer marcada por la justicia (una marca hecha por un hierro ardiente, con forma de una flor de lis), por haber cometido un grave delito. En un rapto impulsivo, cuelga a la mujer y la deja creyéndola muerta, pero ella  reaparecerá con otra identidad (Milady de Winter) aliada al Cardenal Richelieu. Mientras tanto, Athos «se exilia» en el cuerpo de mosqueteros del Rey y ahoga sus penas en el alcohol. 
En el servicio hace migas con Porthos y Aramis, convirtiéndose en inseparables compañeros. Entonces conocen a D'Artagnan, con quien congenian y lo integran al grupo. 
Gracias al liderazgo y arrojo de Athos los mosqueteros realizan muchas hazañas juntos, alcanzando la celebridad durante el sitio de La Rochelle. 
Tras capturar en secreto a su gran enemiga Milady, la enjuician informalmente; la mujer es ejecutada por un verdugo contactado por Athos. Después de algunos años, este se retira del cuerpo de mosqueteros y recibe una herencia familiar.
En Veinte Años Después, el ex mosquetero reaparece como el Conde de la Fère, con un hijo (el Vizconde de Bragelonne) que tuvo en una aventura fugaz con la entonces fugitiva Duquesa de Chevreuse. Esta vez forma parte del partido de los frondistas, opositores al gobierno del Cardenal Mazarino y Ana de Austria. Tan valiente como siempre, junto con Aramis y su fiel servidor Grimaud, se hace cargo de la liberación del Duque de Beaufort, lucha por Carlos I en Inglaterra y combate en la batalla de Charenton. Tras un período de alejamiento con D`Artagnan y Porthos, vuelven a ser grandes amigos y aliados incondicionales.
Para entonces Mourdaunt, el hijo de Milady ya mayor, reta a los mosqueteros deseoso de venganza. Presa de los remordimientos por haber asesinado a Milady, Athos trata de no enfrentarlo, pero el asunto se resuelve finalmente cuando él y Mordaunt se enredan en una feroz lucha cuerpo a cuerpo en medio del mar, terminando con la muerte del segundo.
Athos, queriendo interceder por D`Artagnan y Porthos, es preso por el Cardenal Mazarino en la misma prisión donde estaban ellos por no seguir ciertas órdenes. D`Artagnan y Porthos, se fugan, lo rescatan, y a su vez cautivan al Cardenal, obligándolo a hacer una serie de concesiones.
En El Vizconde de Bragelonne sigue la saga de los mosqueteros. Athos, personificación de la nobleza, se ve comprometido esta vez con la restauración del reino inglés para el heredero de Carlos I, según se lo había prometido a este, llevando a feliz término la empresa. Posteriormente, siendo el hijo de Athos ya un joven gallardo en la corte de Luis XIV, es presa de un amor desdichado que finalmente lo lleva a la tumba. La joven que ha amado Raúl desde la infancia, Luisa La Valliére, se enamora del Rey, convirtiéndose después en su amante, ocasionando que Luis XIV margine a Raúl de la corte. Desesperado al saber que Luisa ama al rey, el Vizconde se alista en una expedición para ir a luchar a África, donde muere. Athos, muy deprimido por su separación, cae enfermo y fallece en su cama.

## Cine y televisión
El rol de Athos ha sido interpretado por:
- Léon Bary en Los tres mosqueteros (1921) y La máscara de hierro (1929).
- Douglass Dumbrille en Los tres mosqueteros (1939).
- Bert Roach en La máscara de hierro (1939).
- Van Heflin en Los tres mosqueteros (1948).
- Powys Thomas en Los tres mosqueteros (1969).
- Oliver Reed en Los tres mosqueteros (1973), Los cuatro mosqueteros (1974) y el El regreso de los mosqueteros (1989).
- Millán Salcedo en La loca historia de los tres mosqueteros (1983).
- Kiefer Sutherland en Los tres mosqueteros (1993).
- John Malkovich en El hombre de la máscara de hierro (1998).
- Matthew Macfadyen en Los tres mosqueteros (2011).
- Tom Burke en la serie The Musketeers (2014-2016).
- Vincent Cassel en Los tres mosqueteros: D'Artagnan y Los tres mosqueteros: Milady (2023).

- Datos: Q1649854
- Multimedia: Athos / Q1649854